# Балаклавский муниципальный округ
Балаклавский муниципальный округ — муниципальное образование, наделённое статусом внутригородского муниципального образования в Балаклавском районе в составе города федерального значения Севастополь. 
Административный центр расположен в городе Балаклава.
Образован в соответствии с законом города Севастополя от 3 июня 2014 года № 17 − ЗС «Об установлении границ и статусе муниципальных образований в городе Севастополе».

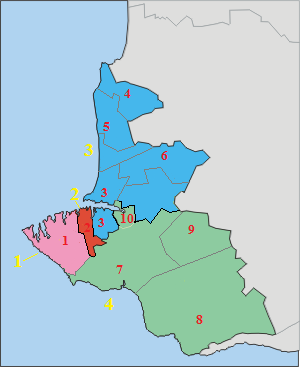
Балаклавский район — № 4 (жёлтым),
Балаклавский муниципальный округ —
№ 7 (красным)

## География
Занимает западную основную городскую и прилегающую сельскую часть Балаклавского района, в средней части города федерального значения Севастополя, южнее и юго-восточнее центральной городской черты г. Севастополя. Граничит на юго-востоке с Орлиновским, на востоке — с Терновским муниципальными округами Балаклавского района Севастополя, на севере — с городом Инкерман того же района Севастополя, на северо-западе и западе — со всеми остальными районами Севастополя и их центральными в городской черте муниципальными округам (Нахимовским, Ленинским, Гагаринским). На севере через сельские земли выходит к Верхнесадовскому муниципальному округу Нахимовского района Севастополя, а на северо-востоке небольшой участок выходит на границу с Красномакским сельским поселением Бахчисарайского района Республики Крым. На юге  — омывается Чёрным морем.

## Состав
На территории Балаклавского муниципального округа находятся населённые пункты:
| №  | Название населённого пункта | Прежнее название нп | Тип нп         | Население |
| -- | --------------------------- | ------------------- | -------------- | --------- |
| 1  | Балаклава                   |                     | город          | ↗35 919   |
| 2  | 1-е отделение Золотой Балки |                     | посёлок (село) | ↗551      |
| 3  | 3-е отделение Золотой Балки |                     | посёлок (село) | ↘464      |
| 4  | Морозовка                   | (Алсу)              | село           | ↘44       |
| 5  | Оборонное                   | (Камара)            | село           | ↗107      |
| 6  | Первомайское                |                     | село           | ↗937      |
| 7  | Сахарная Головка            |                     | посёлок        | ↗6194     |
| 8  | Ушаковка                    |                     | село           |           |
| 9  | Ушаково                     |                     | село           |           |
| 10 | Флотское                    | (Карань)            | село           | ↗172      |
| 11 | Хмельницкое                 |                     | село           | ↗661      |
| 12 | Черноречье                  | (Чоргуна)           | село           | ↗354      |
| 13 | Штурмовое                   | (Новые Шули)        | село           | ↗1535     |

## Население
| 1979    | 1989    | 2001    | 2014    | 2015    | 2016    | 2017    |
| ------- | ------- | ------- | ------- | ------- | ------- | ------- |
| 25 307  | ↗28 222 | ↘25 710 | ↗27 620 | →27 620 | ↗29 098 | ↗30 160 |
| 2018    | 2019    | 2020    | 2021    |         |         |         |
| ↗31 160 | ↗32 042 | ↗32 133 | ↗48 494 |         |         |         |

* в таблице данные по муниципальным образованиям Севастополя из источника Росстата на 1 января 2015 года включают (дублируют) данные итогов переписи населения в КФО по состоянию на 14 октября 2014 года
По итогам переписи населения в Крымском федеральном округе по состоянию на 14 октября 2014 года численность постоянного населения муниципального округа составила 27620 человек, из которых 67,52 % или 18649 человек — городское (Балаклава) и 32,48 % или 8971 человек — сельское).
Национальный состав населения (перепись 2014 года):
| национальность  | всего, чел. | % от указав- ших |
| --------------- | ----------- | ---------------- |
| указали         | 26546       | 100,00%          |
| русские         | 21475       | 80,90%           |
| украинцы        | 3791        | 14,28%           |
| белорусы        | 219         | 0,82%            |
| татары          | 218         | 0,82%            |
| чуваши          | 146         | 0,55%            |
| крымские татары | 117         | 0,44%            |
| армяне          | 80          | 0,30%            |
| узбеки          | 74          | 0,28%            |
| молдаване       | 51          | 0,19%            |
| грузины         | 46          | 0,17%            |
| азербайджанцы   | 31          | 0,12%            |
| мордва          | 31          | 0,12%            |
| болгары         | 27          | 0,10%            |
| поляки          | 26          | 0,10%            |
| осетины         | 26          | 0,10%            |
| другие          | 188         | 0,71%            |
| не указали      | 1074        |                  |
| всего           | 27620       |                  |